# مثل‌نامه
مثل‌نامه انیمیشنی به تهیه‌کنندگی رضا تقدسی و کارگردانی مهدی حیدریان است. این انیمیشن به سفارش مرکز پویانمایی صبا توسط مؤسسه فرهنگی هنری حور تولید شد. داستان این انیمیشن درباره حکایات و ضرب‌المثل‌های ایرانی است که از زبان دو پرنده به نام‌های شانه به سر و زاغو روایت می‌شوند. تولید فصل اول این مجموعه، شامل ۱۵۰ قسمت، از سال ۱۳۹۵ شروع شد و در سال ۱۳۹۷ به اتمام رسید و در پاییز ۱۳۹۷ از آنتن‌های شبکه تلویزیون پخش شد. تولید فصل دوم نیز در ۴۵ قسمت، از سال ۱۳۹۸ تا سال ۱۴۰۰ طول کشید و فصل سوم مجموعه مثل‌نامه در ۵۵ قسمت در تابستان ۱۴۰۳ منتشر شد.

## خلاصه داستان مجموعه تلویزیونی مثل‌نامه
زاغو و شانه به سر دو پرنده هستند که در هر قسمت از این برنامه با مردم شهر همراه می‌شوند و حکایات و با ماجراها و اتفاقاتی که پشت پرده ایجاد ضرب‌المثل‌ها و سر زبان افتادن آنها هست، آشنا می‌شوند.

## مآخذهای مجموعه تلویزیونی
ضرب‌المثل‌ها و حکایات پشت آنها از کتاب‌هایی مرجع مانند «امثال و حکم»، «فرهنگ بزرگ ضرب‌المثل‌های فارسی»، «فرهنگ فارسی عامیانه» و همچنین بهره‌مندی از آثار شخصیت‌های بزرگی همچون سعدی و... و سایر کتاب‌های معتبر در حوزه فرهنگ و ادبیات فارسی در این مجموعه به کار گرفته شده است.

## تکنیک ساخت
مهدی حیدریان، کارگردان مجموعه، تکنیک و ساختار مثل‌نامه را این‌طور تعریف می‌کند: فرم بصری مثل‌نامه نزدیک به تکنیکی است که به آن انیمیشن محدود می‌گویند؛ این تکنیک در بسیاری از کارتون‌های تلویزیونی قدیمی و امروزی به کار رفته است. برخی این تکنیک را به کات‌اوت (بریده مقوا) تشبیه می‌کنند. در طراحی شخصیت‌ها سعی کردیم خطوط شلاقی و رنگ و نقش نگارگری را با کارتون ترکیب کنیم و در طراحی فضا به شکل مستقیم سراغ نگارگری نرفتیم؛ چراکه ترکیب‌های پیچیده و رنگ‌های درخشان نقاشی ایرانی را نمی‌توان به سادگی به قاب متحرک انیمیشن تلویزیونی منتقل کرد. در عوض سراغ چیزی رفتیم که به نظر من جنبه مهمی از روح نگارگری ایرانی است؛ یعنی موسیقی و ریتم در رنگ و خط. من (به عنوان مخاطب و نه کارشناس) احساسی که از این نقاشی می‌گرفتم این بود که نگارگر ایرانی، در مواجهه با یک درخت یا صخره، آن را به شکل مجموعه‌ای از سطوح یا نور و سایه ندیده، بلکه یک موسیقی از فرم و رنگ را دریافت و ثبت کرده است. به همین خاطر تلاش کردیم فضاها و اشیا را به فرم‌های ریتمیک خلاصه کنیم و در حد امکان پالت‌ها و رنگ‌های خاص نقاشی ایرانی را به کار ببریم.
علاوه بر این، فضاسازی اماکن و مناظر و همچنین کاراکترهای این مجموعه تلویزیونی، شبیه به سبک مینیاتور است.

## عوامل ساخت[۱][۶]
- مجری طرح: شهاب کسرایی – موسسه فرهنگی هنری حور
- تهیه‌کننده: رضا تقدسی
- کارگردانان: مهدی کیانی انبوهی – مهدی حیدریان
- مدیر تولید: مژگان علیزاده
- سرپرست نویسندگان: مهدی حیدریان، نیوشا صدر
- نویسندگان: نیوشا صدر، مهدی حیدریان، گلرخ الوان، مریم بهاری، پگاه ایزدیان، شهرام حیدریان، مریم چالش، افسانه بخشی، علی حضرت‌پور
- طراح استوری‌برد: رسول حسینی، مهدی صادقی‌راد، نادیا عرفانیان، روژین شریف‌زاده، مژگان علیزاده
- مشاور و کارشناس: دکتر حسن ذوالفقاری
- طراحی شخصیت: حامد کمالی، مسیح رضوی
- طراح فضا: ندا پویا
- مدل‌سازی شخصیت: حامد صادقی زاده، محمد مهدی ربون‌پور، شهرام دیناروند، ندا کافی
- لی‌اوت: مزگان علیزاده، سهیلا غلامی، محمد مهدی ربون پور، امید تقی‌پور
- انیماتورها: افروز خجسته‌بند، حامد بخشی، مریم واحدی، هاجر افتخاری، نغمه شهرآشوب، نیلوفر ضیایی، سحر صادقی، حمیدرضا رجایی، صابر طاهری، علیرضا شکاری، آذر فرقانی، مهران کیانی، سمیه عوض‌زاده، نسرین قشقایی
- افکت و کامپوزیت: محمد مهدی ربون‌پور، امید تقی‌پور
- آهنگساز: سیدحامد سادات‌کیائی
- صداگذاری و میکس: سید حامد سادات‌کیائی
- مدیر تولید: مژگان علیزاده
- مدیر پشتیبانی فنی مهندسی: سیدمهدی ناطق‌الاسلام

## صداپیشگان
از جمله نکات قابل توجه در حین تماشای مثل‌نامه، صداهای آشنا و شناخته‌شده عرصه گویندگی و دوبلاژ کشور است که در این مجموعه به‌جای شخصیت‌های گوناگون سخن می‌گویند.
سرپرست گویندگان: رزیتا یاراحمدی (در نقش بلبل)
- منوچهر والی‌زاده (شانه به سر)
- حسین عرفانی (خان)
- جواد پزشکیان (پنبه‌زن)
- تورج نصر (روباه)
- شوکت حجت (زاغو)
- امیرمحمد صمصامی (کشاورز)
- علی‌همت مومی‌وند (شاعر)
- بیژن علی‌محمدی (رمّال)
- سعید مقدم‌منش (بزّاز)[۴]

دیگر گویندگان
تورج مهرزادیان، حسین خداداد بیگی، علی اصغر رضایی‌نیک، مینا شجاع، غلامرضا صادقی، سحر اطلسی‌فر، مژگان عظیمی، شایسته تاج‌بخش، مینا قیاسپور، مهرداد ارمغان، کسری کیانی، علیرضا شایگان، اردشیر منظم، محمود اسماعیلیان، نیما نکویی‌فرد، مریم معینیان، محمد بهاریان، مریم شاهرودی، رهبر نوربخش، آزیتا یاراحمدی، محمد یاراحمدی، شهروز ملک آرایی، زویا خلیل آذر، ابوالفضل شاه بهرامی، اسفندیار مهرتاش، مهرداد بیگ‌محمدی، فرزانه شجاعی، ژرژ پطرسی